# لوگاوچینا
لوگاوچینا (به صربی: Lugavčina) یک منطقهٔ مسکونی در صربستان است که در اسمدرفو واقع شده‌است. لوگاوچینا ۳٬۳۸۴ نفر جمعیت دارد.